# 拓扑缺陷
拓扑孤立波指两种相连的结构位于不同的相面，导致这两种结构之间无法无缝对接。如有绳电话机在多次使用之后，电话绳会出现旋转方向不一的情形，导致电话绳形成了许多段，每段的旋转方向和前一段相反。拓扑孤立波在现代电子元件的半导体中时常出现，并通常造成半导体元件的损坏，因此拓扑孤立波也称为拓扑缺陷。
在数学、物理领域中，拓扑孤立波和拓扑缺陷指一组偏微分方程或量子场论的解，该解与真空解不同伦。